# Negreni, Sălaj
Negreni (în maghiară Konkolyfalva) este un sat în comuna Ileanda din județul Sălaj, Transilvania, România. Aparține de Comuna Ileanda și este amplasat pe malul stâng al văii Someșului. A fost atestat documentar în 1591 Konkoliosfalva, Nyegenyefalva.

## Demografie
În anul 2002 satul avea 117 locuitori, dintre care 55 de sex masculin și 62 de sex feminin.

## Obiective turistice
- Biserica de lemn cu hramul "Sfinții Arhangheli Mihail și Gavril" care datează din secolul al XVII-lea.
- Ariile naturale protejate: Peștera Măgurici, Pădurea „La Castani” și Lozna.

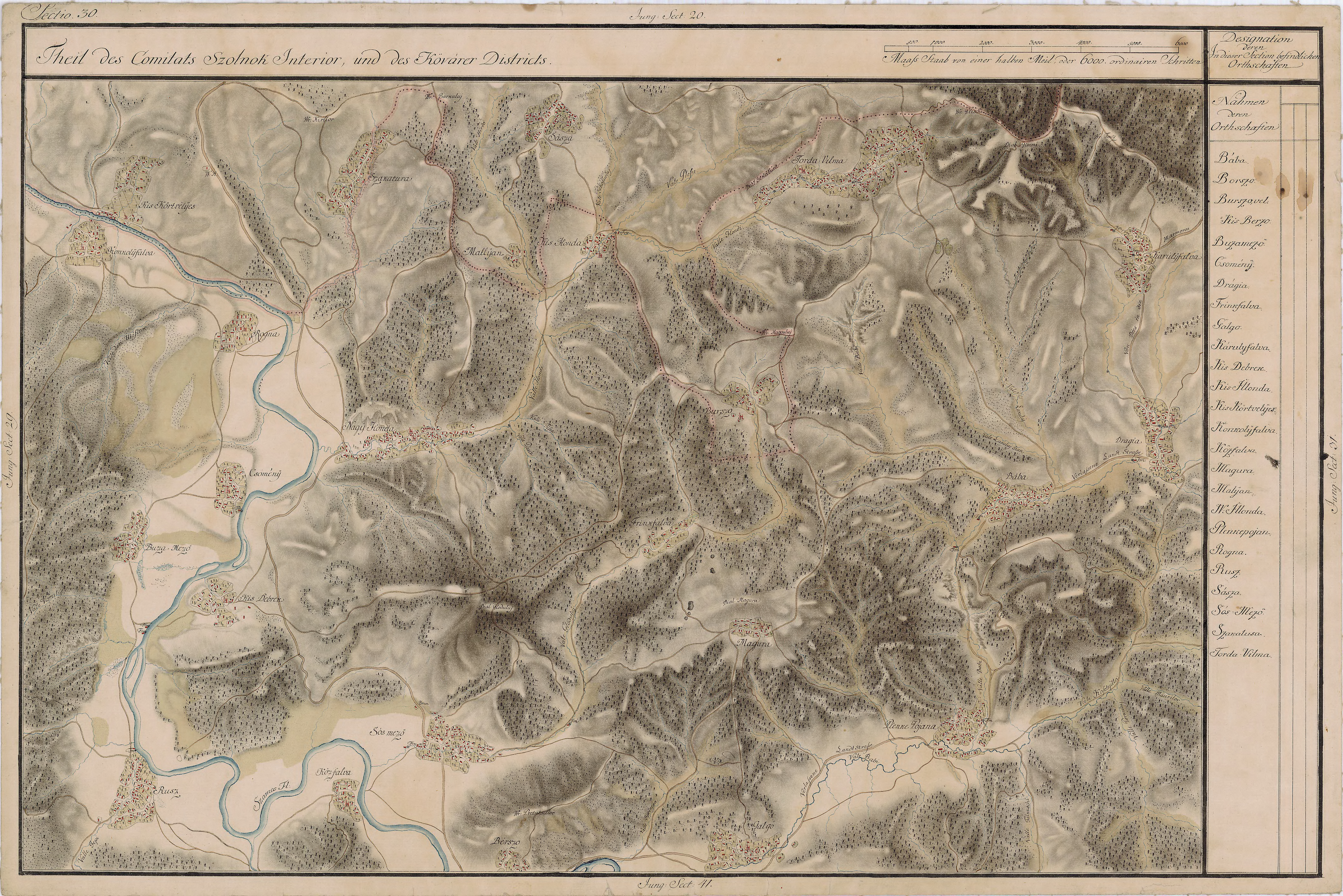
Negreni în Harta Iosefină a Transilvaniei, 1769-1773